# 塗城
塗城，是臺灣臺中市大里區的一個傳統地域名稱，位於該區東南部。相較於今日行政區，其範圍大致包括仁德里南部東段及西南部凸出部分東南半部中段、金城里不含西北端、瑞城里、塗城不含東南端、健民里南微西小半部，另外還包括霧峰區的吉峰里北部邊界地帶，以及太平區的黃竹里最西端。

## 歷史
台灣清治末期至日治初期，塗城地區為一街庄，稱為「塗城庄」，隸屬於藍興堡。該庄北及東北接番仔藔庄，東南與車籠埔庄為鄰，南邊為阿罩霧庄，西邊為草湖庄。
1901年（日治明治三十四年）11月，全台廢縣廳改設二十廳，該庄隸屬於臺中廳。1903年（明治三十六年）6月，該庄編入「大里杙區」，隸屬於臺中廳。1909年（明治四十二年）10月，合併二十廳為十二廳，大里杙區隸屬不變。1920年（大正九年），全台地方制度大改正，廢十二廳改設五州二廳，該庄改制為「塗城」大字，隸屬於臺中州大屯郡大里庄。
戰後大里庄改制為大里鄉，隸屬於臺中縣，大字亦改制為村。1950年10月，中、彰、投分治，大里鄉仍隸屬臺中縣。1993年11月因人口數達15萬升格為大里市，村亦改制為里。2010年12月，臺中縣市合併為直轄臺中市，大里鄉改制為大里區。

## 聚落
本地區發展較早的聚落有頂竹圍仔、下竹圍仔、塗城（頂塗城），在日治期初期的官方地圖上已有記載。此外，本地區尚有下塗城、四份子等聚落。

## 交通
省道台74線原稱「中彰快速道路」，現稱「快官霧峰線」，是彰化縣快官繞行臺中市區外圍至霧峰的快速道路，大致以北北東—南南西走向蜿蜒經過本地區西北部邊界外不遠處。由該道路向北北東可前往太平與台中市區交界地帶、太平西北部、北屯中部、潭子、北屯西北部、西屯、南屯、烏日等地，向南南西轉南可前往草湖、柳樹湳並止於國道3號霧峰交流道。
省道台3線（國光路二段）俗稱「內山公路」，是臺北至屏東的幹道，大致以西北—東南走向到達本地區西部邊界中段，轉北北西—南南東走向沿邊界而行以至出境。由該道路向西北轉北北西可前往大里市區、台中市區東南側、北屯、潭子等地，向南南東可前往霧峰、草屯、南投、竹山等地。
市道129號（仁化路）是石岡區土牛至大里區塗城的道路，大致以東微北—西微南由本地區北部邊界東側入境後，轉西微北再轉西北繞大彎轉西南西出境過工業路路口後出境，其路線大致與本地區北部邊界東段相近。由該道路向東微北轉北北西可前往車籠埔、頭汴坑西端、太平東北部、三汴、廍子、大坑、馬力埔、大湳、新社、土牛並止於省道台3線路口，向西南西轉西北西可前往番子寮、草湖東北部並止於省道台3線另一路口。
區道中103線（文化街）是永豐至下塗城的道路，其南側端點位於本地區西部下塗城聚落區道中104線路口。由此向北微東出境後，可前往番子寮並止於其西北端區道中102線路口。
區道中104線（塗城路、健東路）是金城至大湖的道路，大致西北西—東南東走向轉西南西—東北東走向再轉西北西—東南東走向蜿蜒橫貫本地區。由該道路向西北西轉西南西可前往草湖東北部並止於省道台3線路口，向東南東可前往番子寮地區的竹子坑東南側、車籠埔地區的黃竹、苦苓腳、大湖口並止於聚落旁的溪邊。

## 學校
- 成功國中（南部）
- 塗城國小（南部）
- 瑞城國小
- 美群國小
- 竹仔坑國小